# Central Park (grattacielo)
Il Central Park è un grattacielo adibito a uffici di 51 piani situato a Perth, nell'Australia occidentale . L'edificio misura 226 m dalla sua base, al St Georges Terrace, al tetto, e 249 m alla punta della sua antenna Dopo il suo completamento, nel 1992, la torre divenne il più alto edificio di Perth. Attualmente, è anche il decimo edificio più alto dell'Australia.
L'approvazione della torre ha causato numerose controversie per le concessioni fatte agli sviluppatori da parte del Consiglio cittadino di Perth. Tali concessioni permettevano agli sviluppatori di costruire una torre alta oltre il doppio di quanto consentito su quel sito. Ci furono anche opposizioni alla decisione del Consiglio di non fare eseguire controlli ai propri esperti di urbanistica per la costruzione di un ampio parcheggio sottostante il sito.
L'edificio ha una struttura di acciaio composito e calcestruzzo, con vari intoppi nel suo profilo, il che ha comportato che i piani superiori sono molto più piccoli di quelli inferiori. Capriate a bilanciere in cima all'edificio e nei vari intoppi contribuiscono a irrigidire l'anima dell'edificio in cemento armato anima contro il forte vento, frequente nella zona. Alla base dell'edificio c'è un piccolo parco che dà il nome alla torre.